# 장진주 (정치인)
장진주(중국어 정체자: 江金珠, 병음: Jiāng Jīnzhū, 한자음: 강금주, 1970년 7월 18일 ~ )는 타이완의 정치인으로, 타이둥현의 향진시민대표이다.